# Kollektive Rationalität
Kollektive Rationalität ist ein Begriff aus der Spieltheorie.
Kollektiv rational ist die Lösung eines Spieles, wenn sie die Summe der Einzelnutzen aller vorhandenen Spieler maximiert. Eine kollektiv rationale Lösung ist auch Pareto-optimal, d. h., kein Spieler kann besser gestellt werden, ohne dass ein anderer schlechter gestellt wird. Der Gegenbegriff zur kollektiven Rationalität ist die Individuelle Rationalität.
Kollektive und Individuelle Rationalität schließen sich nicht aus, bedingen sich aber auch nicht. Besonders deutlich wird der Unterschied zwischen individueller und kollektiver Rationalität im Gefangenendilemma.
Siehe auch: Individuelle Rationalität, Imputation